# Атмосферная видимость
Атмосфе́рная ви́димость (дальность видимости объекта сквозь атмосферу) — метеорологическая величина; характеристика прозрачности атмосферы и возможности различать зрением удалённые объекты, отделённые слоем воздуха той или иной мутности.
Дальность видимости, измеренная инструментально с помощью приборов, называется метеорологическая оптическая дальность (MOR). Устаревший синоним: метеорологическая дальность видимости (МДВ).

## Основные сведения
- Различают дневную, сумеречную и ночную видимость. Для ночной видимости, кроме того, следует различать видимость светящихся и несветящихся объектов.
- Видимость характеризуется дальностью видимости, то есть расстоянием, на котором наблюдаемый объект становится не различимым глазом.
- Видимость зависит от наличия в воздухе частичек пыли, мельчайших капелек и кристалликов воды, которые рассеивают свет и уменьшают дальность видимости до нескольких километров, а иногда до нескольких десятков метров.
- Дымка, туман, мгла, атмосферные осадки, метель, пыльная буря сглаживают различия в яркости и цвете удалённых предметов и поэтому ухудшают их видимость, вплоть до полного её исчезновения.
- Видимость определяется также особенностями зрения отдельных людей.
- Дальность видимости является одной из характеристик фактической погоды в метеорологии.

## Описание
Дальность видимости чаще всего определяется визуально по определённым, заранее выбранным объектам (тёмным на фоне неба), расстояние до которых известно. Но имеется и ряд фотометрических приборов, например, трансмиссометры, для инструментального измерения видимости (метеорологической оптической дальности). Они используются для измерения видимости на аэродромах.
Отдалённые предметы видны хуже, чем близкие, не только потому, что уменьшаются их видимые размеры. Даже и очень большие предметы на том или ином расстоянии от наблюдателя становятся плохо различными вследствие мутности атмосферы, сквозь которую они видны. Эта мутность обусловлена рассеянием света в атмосфере. Понятно, что она увеличивается при возрастании концентрации аэрозольных примесей в воздухе.
Нормальным значением видимости (при отсутствии явлений погоды) условно считается 10 км. Реальная видимость при хорошей погоде колеблется обычно, в зависимости от влажности и запылённости воздушной массы, в диапазоне от 10-20 до 50-100 км. В очень чистом воздухе (например, арктического происхождения), дальность видимости может достигать 150—200 километров. Рассеяние света в таком воздухе производится преимущественно молекулами атмосферных газов. В воздухе, содержащем много пыли или продуктов конденсации, дальность видимости может понижаться до нескольких километров и до сотен метров. Так, при слабом тумане дальность видимости составляет 500—1000 м, а при сильном тумане или сильной песчаной буре может снижаться до 100 метров и даже менее.